# La Gredita
La Gredita era un puesto, en un paraje ubicado en la Provincia de La Rioja, República Argentina. Su localización es 29º 04' 09" S, 67º 03' 10" W. El mismo se encuentra en proximidad al límite entre los Departamentos Sanagasta y Castro Barros. En dicho puesto, Florentino Herrera, natural de Pinchas, criaba ganado ovino y caprino.
Se accede a La Gredita por un sendero que se encuentra aproximadamente a 1 km al norte de la localidad de Las Peñas. El camino se halla en la quebrada por donde corre un arroyo. Ese sendero es mantenido ya que llega hasta donde se ubica la toma de agua que abastece a la Localidad de Las Peñas, pero solo es transitable en vehículos tipo pick-up, camiones o todo terreno.
A medida que se avanza hacia el Noroeste, se van dejando a los costados del curso de agua los restos de varias viviendas, donde se pueden aún encontrar árboles frutales y zonas que fueron despejadas de vegetación con fines agrícolas.
Luego de recorrer aproximadamente 4,6 km se accede a La Gredita. Al acercarse al paraje se observa un sector libre de arbustos y árboles donde se sembraban maíz, zapallo y porotos. También se cultivaban nueces y frutas como el durazno, la vid y el membrillo.
Hacia principios y mediados del siglo XX en ese sitio habitaban entre 10 y 15 familias.  Era una zona de cría de animales, los que se llevaban en pie a la ciudad de Chilecito. A veces el ganado era llevado desde esta última a Villa Unión y de allí pasando por Villa San José de Vinchina hasta Copiapó, en Chile.
En la actualidad solamente quedan los restos de algunas viviendas. Destacándose una que está junto a la toma de agua que abastece a la localidad de Las Peñas Perteneciente a don Pedro Domingo Gonzalez. Esa edificación, con paredes y columnas hechas con piedras prolijamente cortadas, aún se mantiene en pie y con sus techos en muy buen estado de conservación. En la década de 1980, un vecino de la zona comenzó una edificación la que quedó inconclusa.
En las rocas que forman parte del cauce del arroyo que surca la zona se pueden ver numerosos morteros que fueran utilizados por los aborígenes de la región.

## Galería

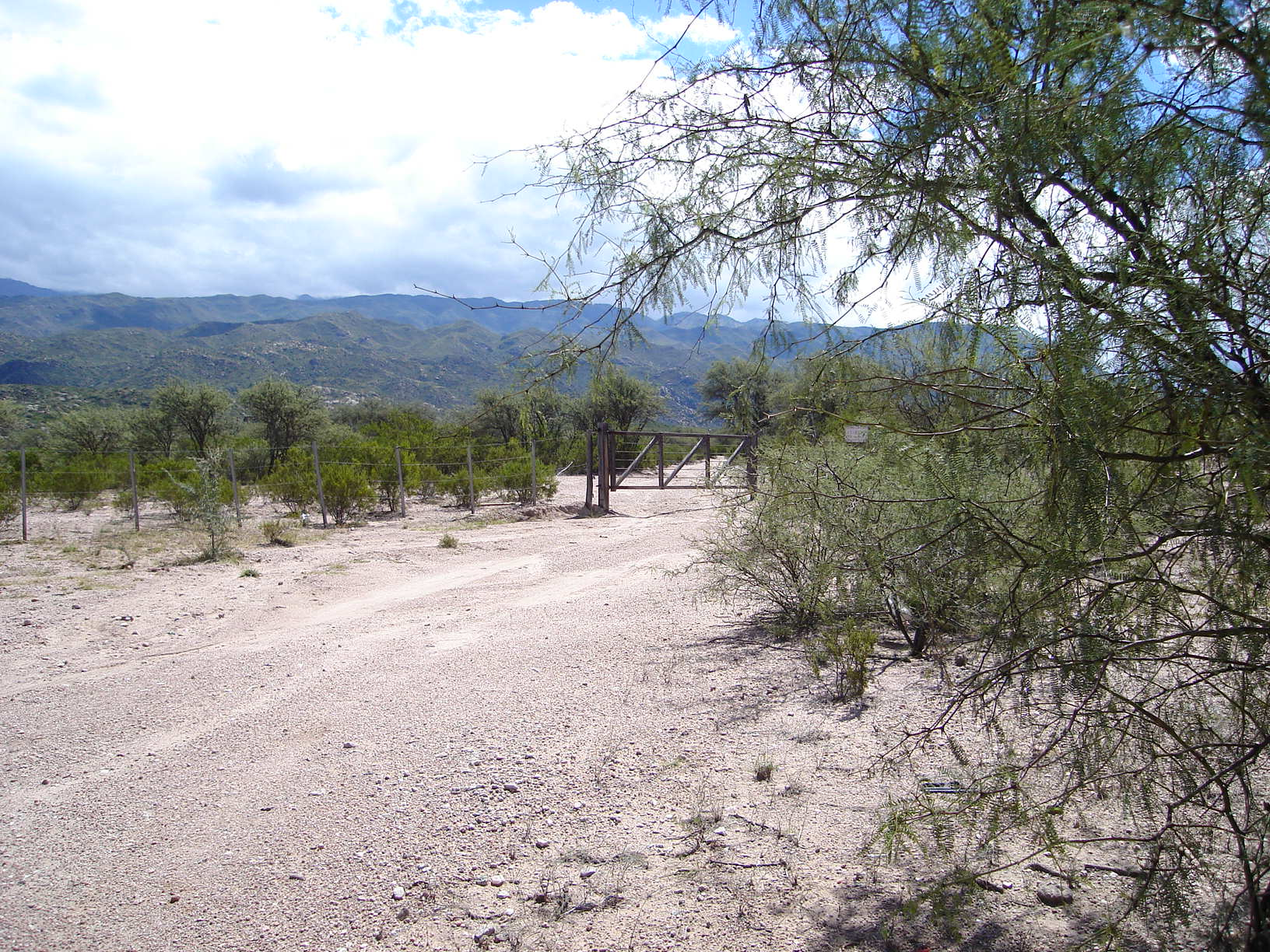
Ingreso a La Gredita desde la Ruta Nacional 75
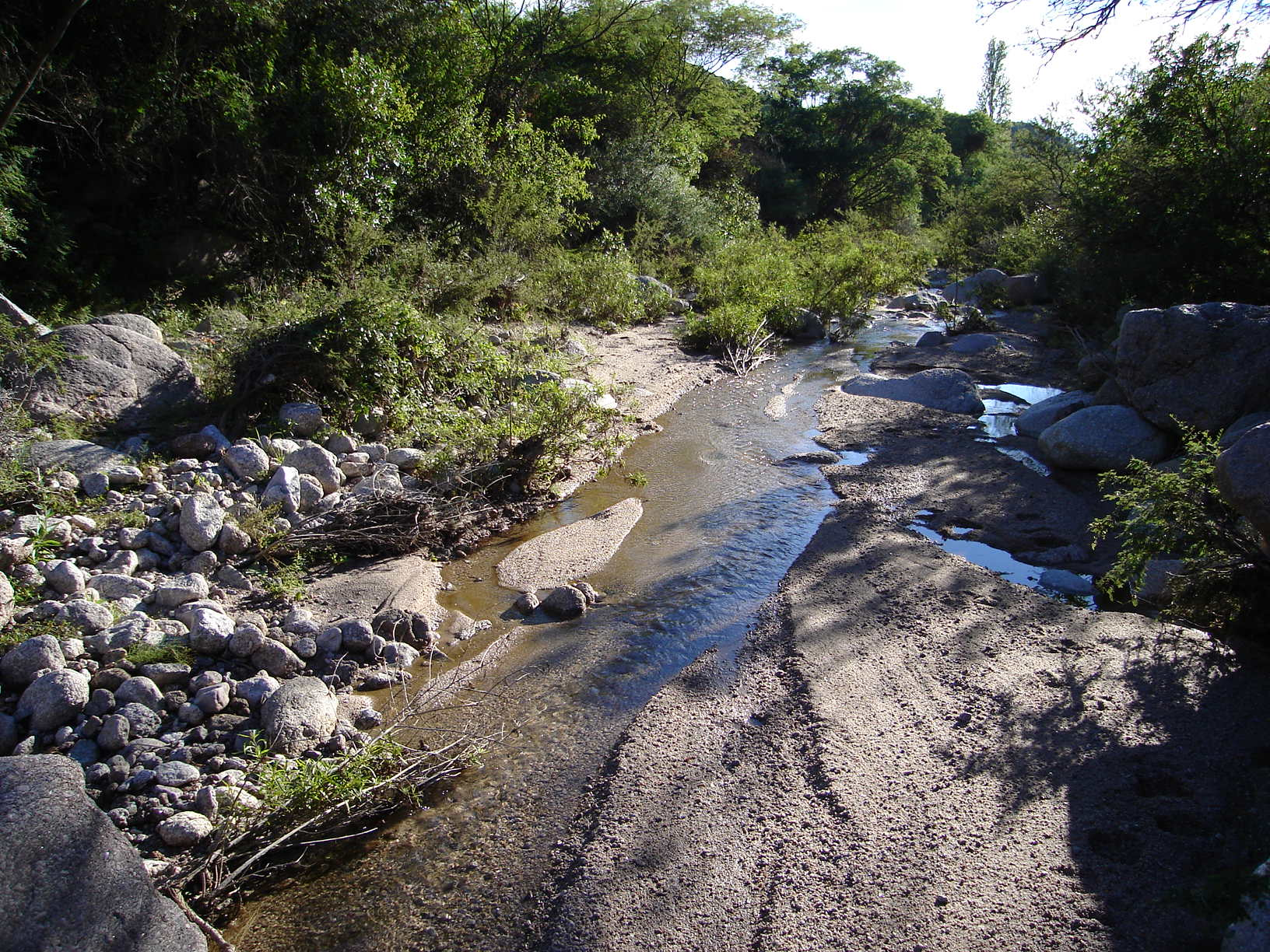
Arroyo en La Gredita
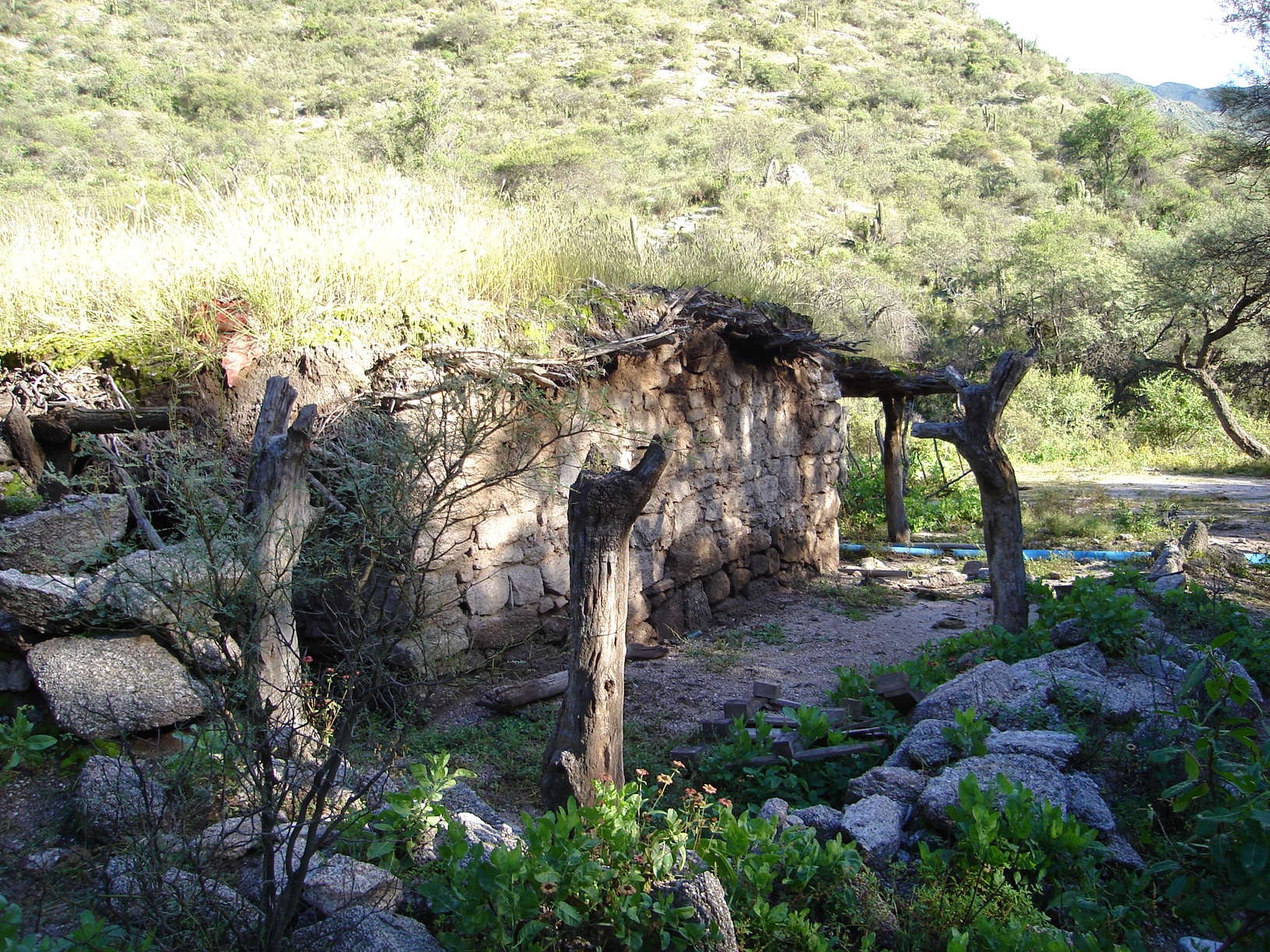
Restos de una vivienda
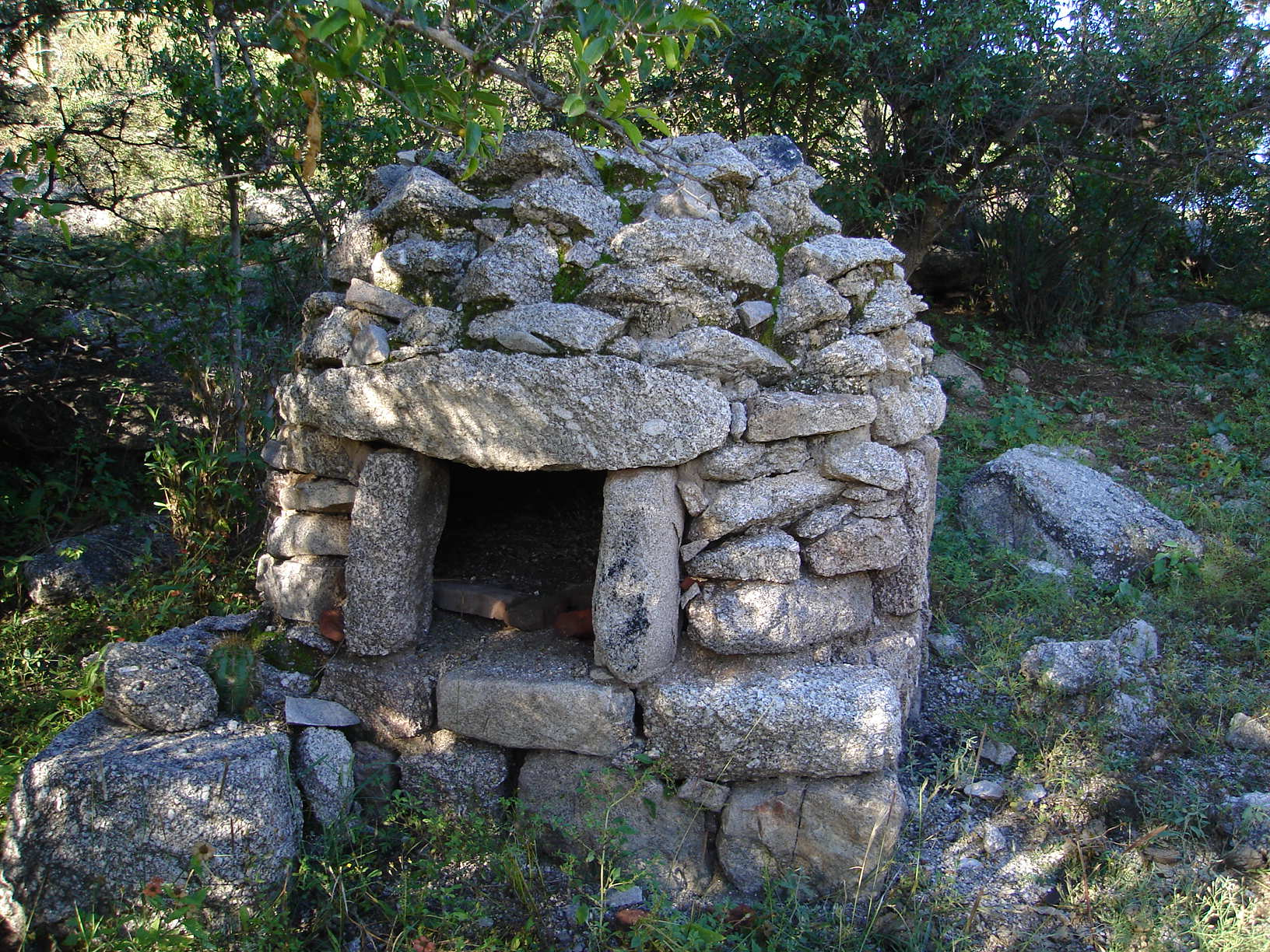
Horno de piedra
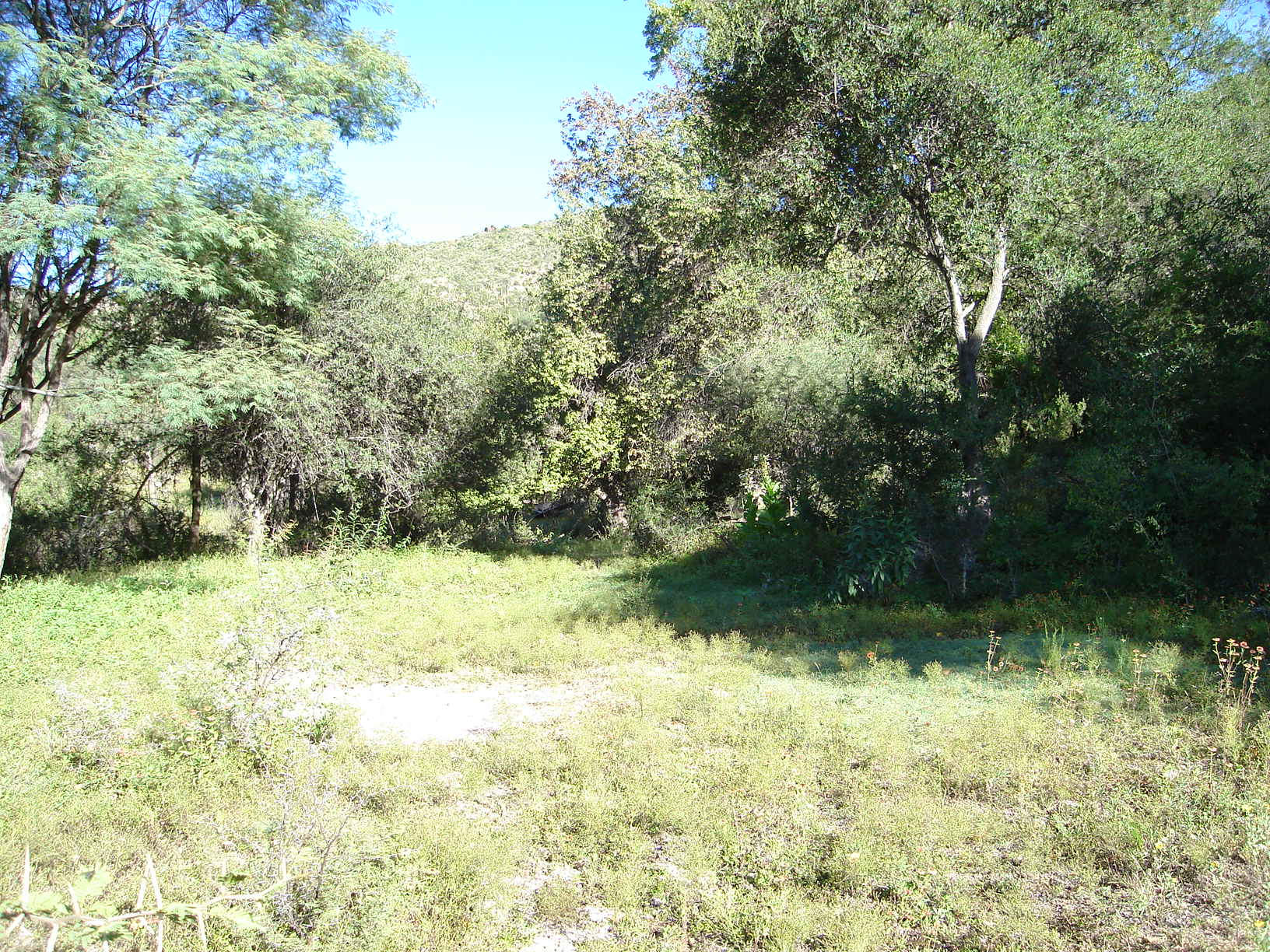
Llegando a La Gredita
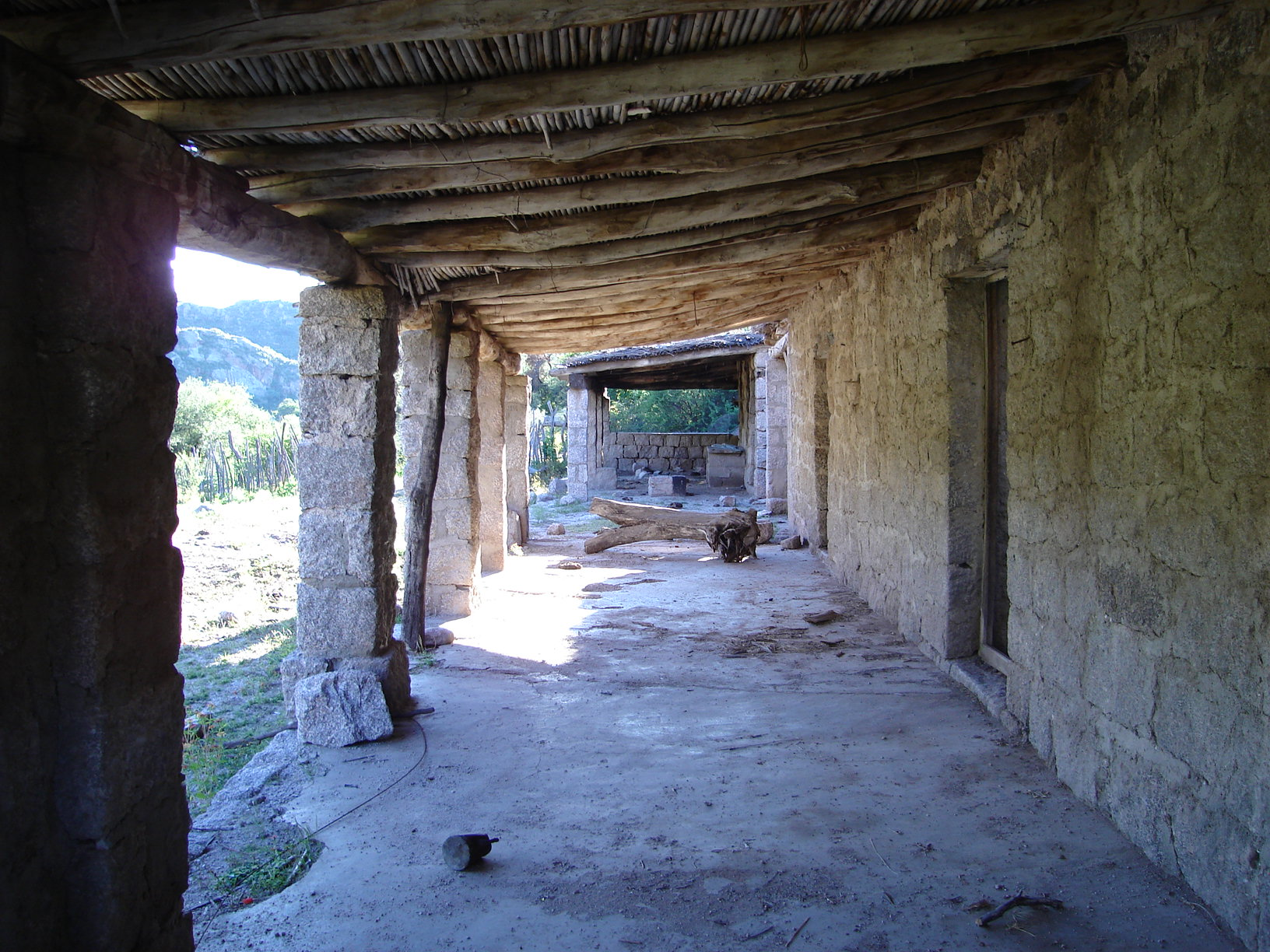
Casa del "Conejo"
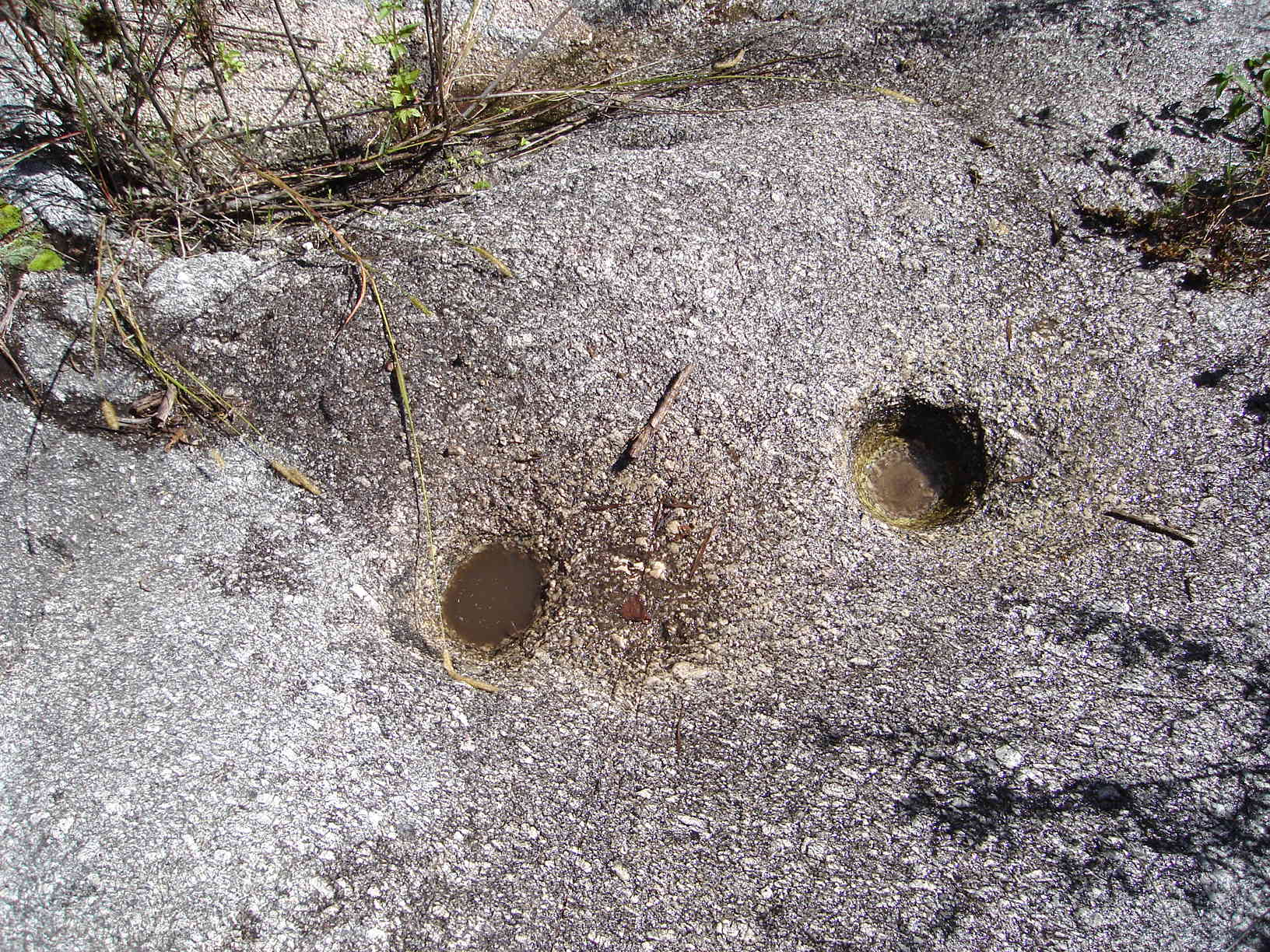
Morteros en La Gredita